# Gelendžik (maják)
Maják Gelendžik (rusky: Геленджикский маяк) stojí na mysu Tolstyj v Gelendžijském zálivu Černého moře, Krasnojarský kraj v Rusku.
Nachází se na jižním vjezdovém mysu do zátoky Gelendžik a stejnojmenného lázeňského města Gelendžik. Kolem majáku vede vyhlídková cesta.

## Historie
První maják byl postaven na přelomu 19. a 20. století na jihozápadním břehu mysu Tolstyj. Byl to sloup s naftovou lampou. Později byla postavena válcová věž s elektrickým světlem.
V roce 1985 byl postaven moderní šestnácti poschoďový maják na jižní části mysu. V majáku měl být instalován výtah.

## Popis
Polygonální betonová věž vysoká 55 m je ukončena dvěma ochozy a lucernou. Věž bílé barvy se třemi červenými vodorovnými pruhy.

## Data
- výška věže 42 m, světelný zdroj 62 m n. m.[4]
- dva záblesky bílého světla v intervalu 15 s
- dosvit 38,91 km

označení:
- ARLHS ERU-030
- Admiralty N5656
- NGA 19076.